# Juezas y Jueces para la Democracia
Jueces para la Democracia es una asociación profesional de jueces y españoles. Es una organización civil de jueces y magistrados de España con sede en Madrid fundada en 1984 por escisión de la Asociación Profesional de la Magistratura (APM).

## Historia
Jueces para la Democracia nació como heredera de la labor histórica de Justicia Democrática, una organización constituida durante el franquismo para promover la democracia y la constitución en España de un Estado de Derecho. Su presencia en 1979 en la reunión del parador de Sigüenza fue determinante para la fundación  de la Asociación de la Magistratura, que inicialmente se constituyó como una asociación centrista que abarcaba jueces y magistrados de todas las tendencias ideológicas. Sin embargo, en su primer congreso de 1980 la Asociación de la Magistratura, ya reconvertida en Asociación Profesional de la Magistratura, se orientó  en un sentido claramente conservador, y eligió una candidatura para el Consejo General del Poder Judicial en la que fueron expresamente excluidos los magistrados procedentes de Justicia Democrática. Esta candidatura ganó las elecciones al primer Consejo del Poder Judicial, provocando un alejamiento de la APM de los magistrados progresistas. 
En 1982, tras la victoria socialista en las elecciones, y con la finalidad de reintegrar a los magistrados más progresistas al seno de la Asociación Profesional, entonces única, se acordó admitir la constitución de tendencias dentro de la Asociación, y se incorporó al Comité ejecutivo a Juan Alberto Belloch y Cándido Conde-Pumpido,  como representantes de la tendencia organizada de Jueces para la Democracia. Sin embargo, esta corriente progresista terminó por constituir una organización propia el 28 de mayo de 1983, al ser prohibidas las corrientes internas en el IV Congreso de la APM. Después de haber luchado durante varios años por una única asociación pluralista, está prohibición determinó la creación de una segunda asociación judicial, dando lugar a un sistema de pluralidad de asociaciones judiciales que aún perdura.

## Objetivos
Jueces para la Democracia, en su asamblea constituyente, se dio por unanimidad algunos rasgos identificativos: trabajar por una organización judicial realmente funcional a los valores superiores del ordenamiento constitucional: «libertad, justicia, igualdad y pluralismo político» y por la democratización de la «carrera judicial»; reivindicación de la crítica interna/externa y de un tipo de juez comprometido con la realidad de la polis; independencia frente al poder y apertura a la sociedad.

## Organización
Jueces para la Democracia cambió su denominación en 2017 por la de Juezas y Jueces para la Democracia para visibilizar más claramente a las mujeres integradas en la asociación, que siempre tuvieron un papel muy relevante. Por poner un ejemplo, en 2024 el rey Felipe VI entregó en el Auditori Fòrum del Centro de Convenciones Internacional de Barcelona despachos a los 160 integrantes de la 72ª promoción de la carrera judicial española, de la que formaban parte 119 mujeres y 41 hombres, es decir el 75 % eran mujeres. 
Actualmente la asociación cuenta con algo más de 460 miembros y es la tercera asociación por número de miembros, tras la APM y  la Asociación Francisco de Vitoria, de un total de 5 300 jueces españoles (un 8,7 por ciento), según datos facilitados por esta asociación al Consejo General del Poder Judicial. 
Está regida por un Secretariado compuesto por nueve miembros y un Comité Permanente, que se renuevan en congreso cada dos años y sostiene la Fundación Antonio Carretero para 

fomentar y promover todo tipo de estudios, cursos e investigaciones y cualesquiera otras actividades de carácter científico y cultural o de interés social, canalizando las relaciones entre la sociedad y el mundo del Derecho
Artículo 7 de los Estatutos de la Fundación Antonio Carretero

 y forma parte de Magistrados Europeos para la Democracia y las Libertades, MEDEL.

## XXXVI Congreso
Los días 2 y 3 de junio de 2022 se celebró en Las Palmas el Congreso número 36, sobre Migraciones, derechos humanos y desigualdades.   Se eligió el siguiente secretariado: Rodríguez Achutegui, Edmundo Vacas Larraz, Juan
·         Sauri Martín, Julia
·         Gutiérrez Alonso, Diego
·         Martín Sánchez, Ascensión
·         Roig Angosto, Concha
·         Sánchez Fernández, Benjamín
·         López Molina, Mariano
·         Segura Cros, Bibiana